# Pasinger Knödelkrieg
Als Pasinger Knödelkrieg wird eine Aktion des Pasinger Werbegraphikers Helmut Winter (* Dezember 1919 in München-Schwabing; † 20. Juli 2013 in Pasing) im Jahr 1967 gegen den Fluglärm am Fliegerhorst Fürstenfeldbruck bezeichnet.

## Geschichte
Die Starfighter der Bundesluftwaffe überflogen täglich zwischen 8:00 und 22:00 Uhr bei ihrem Landeanflug auf den Fliegerhorst Fürstenfeldbruck in geringer Höhe die südlichen Wohngebiete von Pasing. Sämtliche Beschwerden der lärmgeschädigten Bewohner blieben wirkungslos.
Im Februar 1967 arbeitete Winter gerade an einer komplizierten Reinzeichnung für ein Regelventil, als unvermittelt zwei Flugzeuge sein Haus überflogen. Der Überschallknall war so heftig, dass sich durch eine Reflexbewegung der zeichnenden Hand Tusche über die fast fertige Reinzeichnung ergoss. Eine zweiwöchige Arbeit war augenblicklich wertlos geworden. Da er unter Termindruck stand, geriet er dermaßen in Rage, dass er ein Inserat aufgab, in dem er, Zitat: „Flugabwehrgeschütz mit ausreichender Munition zur Wiederherstellung der Ruhe und Ordnung im westlichen Luftraum Münchens“ suchte. Zuschriften wurden erbeten unter 1/3469 Z an die Abendzeitung. Es ist nicht bekannt, ob er auch ernstgemeinte Angebote erhielt.
Jedoch war dieser Text so provokant, dass er sich im „Hohlspiegel“ des Nachrichtenmagazins Der Spiegel wiederfand. Die Wirkung dieser Anzeige war enorm, die Weltpresse nahm daran Anteil und wollte wissen, wann er nun endlich schieße. Aber der Graphiker antwortete stets: „Die Piloten werden sich wundern“. Damit fand der Rebell die Zeit, die Angriffswaffe zu entwickeln, die den späteren Erfolg garantierte. Zum „Schießen“ verwendete er das älteste Geschütz, den Nachbau eines Katapults, und als Munition bayerische Kartoffelknödel. In der Presse wurde er fortan als Knödelschütze von Pasing betitelt. 
Gerade die Wahl von Waffe und Munition nahm der Aktion das Martialische. Die ganze Welt lachte über diesen Einfall des Deutschen – das gab der Luftwaffe und sogar der United States Air Force die Gelegenheit zu einem Friedensschluss mit dem kriegerischen Kanonier und zur Änderung des Landeanflugs bzw. zum Verzicht von Überschallflügen über München. Winter erhielt für die Idee 1967 unter anderem den ersten Karl-Valentin-Orden für den schönsten Blödsinn des Jahres, der je verliehen wurde. 
Einige Zeit später wurde eine Schallplatte produziert, auf der Helmut Winter ein speziell für ihn komponiertes Lied sang:
Ich bin der Knödelschütz’ von Bayern, weil ich ein Freund der Ruhe bin.

## Knödelorden
Als Erinnerung daran wurde – zunächst von Winter selber, seit seinem Tod von seiner Witwe Elisabeth Winter – jedes Jahr der Knödelorden (teilweise auch: Pasinger Knödelorden) verliehen. Den Orden erhielten unter anderem bereits Franz Josef Strauß, Peter Alexander, Lothar-Günther Buchheim, Lou van Burg und Karl Schranz. Zuletzt wurde der Orden im Jahr 2015 an den Künstler Martin Blumöhr, die Kinder- und Jugendwerkstatt der Pasinger Fabrik und das Pasinger Archiv verliehen.

## Einzelbelege
1. ↑  Dumpling Attack Routs Luftwaffe. In: The New York Times. 1. März 1967, ISSN 0362-4331, S. 45 (englisch, nytimes.com [abgerufen am 31. August 2021]).
2. ↑  New York Times (Memento vom 27. September 2007 im Internet Archive)
3. ↑  San Francisco Chronicle (Memento vom 27. September 2007 im Internet Archive)
4. ↑  Jutta Czeguhn: Der Knödelschütz. In: Süddeutsche Zeitung, 4. November 2015. online unter anderem Titel
5. ↑   Abbildung des Knödelordens auf sueddeutsche.de